# À 20 ans (chanson de Lorie)
Pour les articles homonymes, voir À 20 ans.
Singles de Lorie
J'ai besoin d'amour
(2002) Sur un air latino
(2003)
À 20 ans est une chanson issue du second album studio de la chanteuse française Lorie, intitulé Tendrement. Le titre est sorti en tant que second single de l'album le 13 janvier 2003. Il s'est vendu à plus de 195 000 exemplaires et a été certifié disque d'argent pour 125 000 ventes. Il est entré directement à la 15e position du classement de ventes français lors de sa sortie et est resté 16 semaines dans le classement.

## Genèse
Cette chanson a été produite et écrite par Johnny Williams et Pierre Billon. La face B du single (édition limitée) est une reprise du titre de la chanteuse Mylène Farmer, Sans contrefaçon.
Les titres des différentes versions du single sont disponibles en téléchargement légal (version maxi single) depuis le 29 août 2006. Le titre est initialement disponible sur l'album Tendrement de Lorie, mais aussi sur son Best of paru en 2005, ainsi que sur le CD et le DVD du concert Live Tour 2003 sorti en 2003.

## Clip vidéo
Le clip vidéo a été tourné par Vincent Egret et produit par Plein Sud Films. Il met en scène Lorie dans un environnement futuriste en animation 3D. Le clip et la version karaoké se trouvent sur le DVD Tendrement vôtre ainsi que sur le DVD du Best of. Le making of du clip est disponible dans les bonus de la version CD du Live Tour 2003.

## Liste des titres
- CD single - Edition limitée

1. À 20 ans (Edit Radio) – 3:20
2. Sans contrefaçon – 3:56

- CD single - Édition simple

1. À 20 ans (Edit Radio) – 3:20
2. À 20 ans (Bodyguard Radio Edit) – 3:25
3. À 20 ans (Instrumental) – 3:20

## Classements et certifications
| Pays          | Meilleure position | Semaines dans le classement |
| ------------- | ------------------ | --------------------------- |
| France        | 15                 | 16                          |
| Belgique (Fr) | 20                 | 13                          |
| Suisse        | 38                 | 16                          |
| Europe        | 70                 | —                           |

| Pays          | Position  |
| ------------- | --------- |
| France        | 59 (2003) |
| Belgique (Fr) | 75 (2003) |

### Certifications
| Pays   | Certification | Date           | Ventes certifiées | Ventes réelles            |
| ------ | ------------- | -------------- | ----------------- | ------------------------- |
| France | Argent        | 9 juillet 2003 | 125 000           | 195 000+ (approximations) |